# Rohan Bopanna
Rohan Bopanna, född 4 mars 1980 i Bangalore, är en indisk tennisspelare.

## Karriär
Bopanna vann tillsammans med Gabriela Dabrowski i mixed dubbel vid Franska öppna 2017.
I januari 2020 vann han tillsammans med Wesley Koolhof titeln i dubbel vid Qatar ExxonMobil Open 2020.

## Titlar och finaler

### Grand Slam

#### Dubbel: 1 (1 andraplats)
| Resultat | År   | Mästerskap | Underlag   | Medspelare           | Motståndare          | Resultat           |
| -------- | ---- | ---------- | ---------- | -------------------- | -------------------- | ------------------ |
| Tvåa     | 2010 | US Open    | Hard court | Aisam-ul-Haq Qureshi | Bob Bryan Mike Bryan | 6–7(5–7), 6–7(4–7) |

#### Mixed dubbel: 3 (1 titel, 2 andraplatser)
| Resultat | År   | Mästerskap        | Underlag   | Medspelare         | Motståndare                      | Resultat          |
| -------- | ---- | ----------------- | ---------- | ------------------ | -------------------------------- | ----------------- |
| Vinnare  | 2017 | Franska öppna     | Grus       | Gabriela Dabrowski | Anna-Lena Grönefeld Robert Farah | 2–6, 6–2, [12–10] |
| Tvåa     | 2018 | Australiska öppna | Hard court | Tímea Babos        | Gabriela Dabrowski Mate Pavić    | 6–2, 4–6, [9–11]  |
| Loss     | 2023 | Australiska öppna | Hard court | Sania Mirza        | Luisa Stefani Rafael Matos       | 6–7(2–7), 2–6     |

### ATP Finals

#### Dubbel: 2 (2 andraplatser)
| Resultat | År   | Mästerskap | Underlag       | Medspelare      | Motståndare                   | Resultat         |
| -------- | ---- | ---------- | -------------- | --------------- | ----------------------------- | ---------------- |
| Tvåa     | 2012 | London     | Hard court (i) | Mahesh Bhupathi | Marcel Granollers Marc López  | 5–7, 6–3, [3–10] |
| Tvåa     | 2015 | London     | Hard court (i) | Florin Mergea   | Jean-Julien Rojer Horia Tecău | 4–6, 3–6         |

### Masters 1000

#### Dubbel: 11 (5 titlar, 6 andraplatser)
| Resultat | År   | Mästerskap   | Underlag       | Medspelare           | Motståndare                            | Resultat              |
| -------- | ---- | ------------ | -------------- | -------------------- | -------------------------------------- | --------------------- |
| Vinnare  | 2011 | Paris        | Hard court (i) | Aisam-ul-Haq Qureshi | Julien Benneteau Nicolas Mahut         | 6–2, 6–4              |
| Tvåa     | 2012 | Cincinnati   | Hard court     | Mahesh Bhupathi      | Robert Lindstedt Horia Tecău           | 5–7, 3–6              |
| Tvåa     | 2012 | Shanghai     | Hard court     | Mahesh Bhupathi      | Leander Paes Radek Štěpánek            | 7–6(9–7), 3–6, [5–10] |
| Vinnare  | 2012 | Paris        | Hard court (i) | Mahesh Bhupathi      | Aisam-ul-Haq Qureshi Jean-Julien Rojer | 7–6(8–6), 6–3         |
| Tvåa     | 2013 | Rom          | Grus           | Mahesh Bhupathi      | Bob Bryan Mike Bryan                   | 2–6, 3–6              |
| Vinnare  | 2015 | Madrid       | Grus           | Florin Mergea        | Marcin Matkowski Nenad Zimonjić        | 6–2, 6–7(5–7), [11–9] |
| Tvåa     | 2016 | Madrid       | Grus           | Florin Mergea        | Jean-Julien Rojer Horia Tecău          | 4-6, 6–7(5–7)         |
| Vinnare  | 2017 | Monte Carlo  | Grus           | Pablo Cuevas         | Feliciano López Marc López             | 6–3, 3–6, [10–4]      |
| Tvåa     | 2017 | Montréal     | Hard court     | Ivan Dodig           | Pierre-Hugues Herbert Nicolas Mahut    | 4-6, 6–3, [6-10]      |
| Vinnare  | 2023 | Indian Wells | Hard court     | Matthew Ebden        | Wesley Koolhof Neal Skupski            | 6–3, 2–6, [10–8]      |
| Tvåa     | 2023 | Madrid       | Grus           | Matthew Ebden        | Karen Khachanov Andrej Rubljov         | 3–6, 6–3, [3–10]      |

### ATP-finaler

#### Dubbel: 57 (24 titlar, 33 andraplatser)
| Teckenförklaring       |
| ---------------------- |
| Grand Slam (0–1)       |
| ATP Finals (0–2)       |
| ATP Masters 1000 (5–6) |
| ATP 500 Series (5–3)   |
| ATP 250 Series (14–20) |

| Finaler efter underlag |
| ---------------------- |
| Hard court (20–21)     |
| Grus (2–8)             |
| Gräs (2–4)             |

| Resultat | V–F   | Datum          | Turnering                                             | Kategori      | Underlag       | Medspelare             | Motståndare                                | Resultat                   |
| -------- | ----- | -------------- | ----------------------------------------------------- | ------------- | -------------- | ---------------------- | ------------------------------------------ | -------------------------- |
| Tvåa     | 0–1   | Januari 2006   | Chennai Open, Indien                                  | International | Hard court     | Prakash Amritraj       | Michal Mertiňák Petr Pála                  | 2–6, 5–7                   |
| Tvåa     | 0–2   | Oktober 2006   | Mumbai Open, Indien                                   | International | Hard court     | Mustafa Ghouse         | Mario Ančić Mahesh Bhupathi                | 4–6, 7–6(8–6), [8–10]      |
| Tvåa     | 0–3   | September 2007 | Mumbai Open, Indien                                   | International | Hard court     | Aisam-ul-Haq Qureshi   | Robert Lindstedt Jarkko Nieminen           | 6–7(3–7), 6–7(5–7)         |
| Tvåa     | 0–4   | Juli 2008      | Hall of Fame Tennis Championships, USA                | International | Gräs           | Aisam-ul-Haq Qureshi   | Mardy Fish John Isner                      | 4–6, 6–7(1–7)              |
| Vinnare  | 1–4   | Augusti 2008   | Los Angeles Open, USA                                 | International | Hard court     | Eric Butorac           | Travis Parrott Dušan Vemić                 | 7–6(7–5), 7–6(7–5)         |
| Tvåa     | 1–5   | Oktober 2008   | St. Petersburg Open, Ryssland                         | International | Hard court (i) | Max Mirnyi             | Travis Parrott Filip Polášek               | 6–3, 6–7(4–7), [8–10]      |
| Tvåa     | 1–6   | Februari 2009  | Pacific Coast Championships, USA                      | 250 Series    | Hard court (i) | Jarkko Nieminen        | Tommy Haas Radek Štěpánek                  | 2–6, 3–6                   |
| Vinnare  | 2–6   | Februari 2010  | SA Tennis Open, Sydafrika                             | 250 Series    | Hard court     | Aisam-ul-Haq Qureshi   | Karol Beck Harel Levy                      | 2–6, 6–3, [10–5]           |
| Tvåa     | 2–7   | April 2010     | Grand Prix Hassan II, Marocko                         | 250 Series    | Grus           | Aisam-ul-Haq Qureshi   | Robert Lindstedt Horia Tecău               | 2–6, 6–3, [7–10]           |
| Tvåa     | 2–8   | Maj 2010       | Open de Nice Côte d'Azur, Frankrike                   | 250 Series    | Grus           | Aisam-ul-Haq Qureshi   | Marcelo Melo Bruno Soares                  | 6–1, 3–6, [5–10]           |
| Tvåa     | 2–9   | Juli 2010      | Atlanta Open, USA                                     | 250 Series    | Hard court     | Kristof Vliegen        | Scott Lipsky Rajeev Ram                    | 3–6, 7–6(7–4), [10–12]     |
| Tvåa     | 2–10  | Augusti 2010   | New Haven Open, USA                                   | 250 Series    | Hard court     | Aisam-ul-Haq Qureshi   | Robert Lindstedt Horia Tecău               | 4–6, 5–7                   |
| Tvåa     | 2–11  | September 2010 | US Open, New York                                     | Grand Slam    | Hard court     | Aisam-ul-Haq Qureshi   | Mike Bryan Bob Bryan                       | 6–7(5–7), 6–7(4–7)         |
| Tvåa     | 2–12  | September 2010 | St. Petersburg Open, Ryssland                         | 250 Series    | Hard court (i) | Aisam-ul-Haq Qureshi   | Daniele Bracciali Potito Starace           | 6–7(6–8), 6–7(5–7)         |
| Vinnare  | 3–12  | Juni 2011      | Halle Open, Tyskland                                  | 250 Series    | Gräs           | Aisam-ul-Haq Qureshi   | Robin Haase Milos Raonic                   | 7–6(10–8), 3–6, [11–9]     |
| Vinnare  | 4–12  | Oktober 2011   | Stockholm Open, Sverige                               | 250 Series    | Hard court (i) | Aisam-ul-Haq Qureshi   | Marcelo Melo Bruno Soares                  | 6–1, 6–3                   |
| Vinnare  | 5–12  | November 2011  | Paris Masters, Frankrike                              | Masters 1000  | Hard court (i) | Aisam-ul-Haq Qureshi   | Julien Benneteau Nicolas Mahut             | 6–2, 6–4                   |
| Vinnare  | 6–12  | Mars 2012      | Dubai Tennis Championships, Förenade Arabemiraten     | 500 Series    | Hard court     | Mahesh Bhupathi        | Mariusz Fyrstenberg Marcin Matkowski       | 6–4, 3–6, [10–5]           |
| Tvåa     | 6–13  | Augusti 2012   | Cincinnati Masters, USA                               | Masters 1000  | Hard court     | Mahesh Bhupathi        | Robert Lindstedt Horia Tecău               | 4–6, 4–6                   |
| Tvåa     | 6–14  | Oktober 2012   | Shanghai Masters, Kina                                | Masters 1000  | Hard court     | Mahesh Bhupathi        | Leander Paes Radek Štěpánek                | 7–6(9–7), 3–6, [5–10]      |
| Vinnare  | 7–14  | November 2012  | Paris Masters, Frankrike (2)                          | Masters 1000  | Hard court (i) | Mahesh Bhupathi        | Aisam-ul-Haq Qureshi Jean-Julien Rojer     | 7–6(8–6), 6–3              |
| Tvåa     | 7–15  | November 2012  | ATP Finals, London                                    | Tour Finals   | Hard court (i) | Mahesh Bhupathi        | Marcel Granollers Marc López               | 5–7, 6–3, [3–10]           |
| Vinnare  | 8–15  | Februari 2013  | Open 13, Frankrike                                    | 250 Series    | Hard court (i) | Colin Fleming          | Aisam-ul-Haq Qureshi Jean-Julien Rojer     | 6–4, 7–6(7–3)              |
| Tvåa     | 8–16  | Maj 2013       | Rome Masters, Italien                                 | Masters 1000  | Grus           | Mahesh Bhupathi        | Bob Bryan Mike Bryan                       | 2–6, 3–6                   |
| Vinnare  | 9–16  | Oktober 2013   | Rakuten Open Championships, Japan                     | 500 Series    | Hard court     | Édouard Roger-Vasselin | Jamie Murray John Peers                    | 7–6(7–5), 6–4              |
| Tvåa     | 9–17  | Januari 2014   | Sydney International, Australien                      | 250 Series    | Hard court     | Aisam-ul-Haq Qureshi   | Daniel Nestor Nenad Zimonjić               | 6–7(3–7), 6–7(3–7)         |
| Vinnare  | 10–17 | Mars 2014      | Dubai Tennis Championships, Förenade Arabemiraten     | 500 Series    | Hard court     | Aisam-ul-Haq Qureshi   | Daniel Nestor Nenad Zimonjić               | 6–4, 6–3                   |
| Tvåa     | 10–18 | Maj 2014       | Open de Nice Côte d'Azur, Frankrike                   | 250 Series    | Grus           | Aisam-ul-Haq Qureshi   | Martin Kližan Philipp Oswald               | 2–6, 0–6                   |
| Vinnare  | 11–18 | Januari 2015   | Sydney International, Australien                      | 250 Series    | Hard court     | Daniel Nestor          | Jean-Julien Rojer Horia Tecău              | 6–4, 7–6(7–5)              |
| Vinnare  | 12–18 | Februari 2015  | Dubai Tennis Championships, Förenade Arabemiraten (2) | 500 Series    | Hard court     | Daniel Nestor          | Aisam-ul-Haq Qureshi Nenad Zimonjić        | 6–4, 6–1                   |
| Tvåa     | 12–19 | April 2015     | Grand Prix Hassan II, Marocko                         | 250 Series    | Grus           | Florin Mergea          | Rameez Junaid Adil Shamasdin               | 6–3, 2–6, [7–10]           |
| Vinnare  | 13–19 | Maj 2015       | Madrid Open, Spanien                                  | Masters 1000  | Grus           | Florin Mergea          | Marcin Matkowski Nenad Zimonjić            | 6–2, 6–7(5–7), [11–9]      |
| Vinnare  | 14–19 | Juni 2015      | Stuttgart Open, Tyskland                              | 250 Series    | Gräs           | Florin Mergea          | Alexander Peya Bruno Soares                | 5–7, 6–2, [10–7]           |
| Tvåa     | 14–20 | Juni 2015      | Halle Open, Tyskland                                  | 500 Series    | Gräs           | Florin Mergea          | Raven Klaasen Rajeev Ram                   | 6–7(5–7), 2–6              |
| Tvåa     | 14–21 | November 2015  | ATP Finals, London                                    | Tour Finals   | Hard court (i) | Florin Mergea          | Jean-Julien Rojer Horia Tecău              | 4–6, 3–6                   |
| Tvåa     | 14–22 | Januari 2016   | Sydney International, Australien                      | 250 Series    | Hard court     | Florin Mergea          | Jamie Murray Bruno Soares                  | 3–6, 6–7(6–8)              |
| Tvåa     | 14–23 | Maj 2016       | Madrid Open, Spanien                                  | Masters 1000  | Grus           | Florin Mergea          | Jean-Julien Rojer Horia Tecău              | 4–6, 6–7(5–7)              |
| Vinnare  | 15–23 | Januari 2017   | Chennai Open, Indien                                  | 250 Series    | Hard court     | Jeevan Nedunchezhiyan  | Purav Raja Divij Sharan                    | 6–3, 6–4                   |
| Tvåa     | 15–24 | Mars 2017      | Dubai Tennis Championships, Förenade Arabemiraten     | 500 Series    | Hard court     | Marcin Matkowski       | Jean-Julien Rojer Horia Tecău              | 6–4, 3–6, [3–10]           |
| Vinnare  | 16–24 | April 2017     | Monte Carlo Masters, Monaco                           | Masters 1000  | Grus           | Pablo Cuevas           | Feliciano López Marc López                 | 6–3, 3–6, [10–4]           |
| Tvåa     | 16–25 | Juni 2017      | Eastbourne International, Storbritannien              | 250 Series    | Gräs           | André Sá               | Bob Bryan Mike Bryan                       | 7–6(7–4), 4–6, [3–10]      |
| Tvåa     | 16–26 | Augusti 2017   | Rogers Cup, Kanada                                    | Masters 1000  | Hard court     | Ivan Dodig             | Pierre-Hugues Herbert Nicolas Mahut        | 4–6, 6–3, [6–10]           |
| Vinnare  | 17–26 | Oktober 2017   | Vienna Open, Österrike                                | 500 Series    | Hard court (i) | Pablo Cuevas           | Marcelo Demoliner Sam Querrey              | 7–6(9–7), 6–7(4–7), [11–9] |
| Vinnare  | 18–26 | Januari 2019   | Chennai Open, Indien                                  | 250 Series    | Hard court     | Divij Sharan           | Luke Bambridge Jonny O'Mara                | 6–3, 6–4                   |
| Tvåa     | 18–27 | Juni 2019      | Stuttgart Open, Tyskland                              | 250 Series    | Gräs           | Denis Shapovalov       | John Peers Bruno Soares                    | 5–7, 3–6                   |
| Vinnare  | 19–27 | Januari 2020   | Qatar Open, Qatar                                     | 250 Series    | Hard court     | Wesley Koolhof         | Luke Bambridge Santiago González           | 3–6, 6–2, [10–6]           |
| Tvåa     | 19–28 | Oktober 2020   | European Open, Belgien                                | 250 Series    | Hard court (i) | Matwé Middelkoop       | John Peers Michael Venus                   | 3–6, 4–6                   |
| Vinnare  | 20–28 | Januari 2022   | Adelaide International, Australien                    | 250 Series    | Hard court     | Ramkumar Ramanathan    | Ivan Dodig Marcelo Melo                    | 7–6(8–6), 6–1              |
| Vinnare  | 21–28 | Januari 2022   | Maharashtra Open, Indien                              | 250 Series    | Hard court     | Ramkumar Ramanathan    | Luke Saville John-Patrick Smith            | 6–7(10–12), 6–3, [10–6]    |
| Tvåa     | 21–29 | Februari 2022  | Qatar Open, Qatar                                     | 250 Series    | Hard court     | Denis Shapovalov       | Wesley Koolhof Neal Skupski                | 6–7(4–7), 1–6              |
| Tvåa     | 21–30 | Juli 2022      | Hamburg European Open, Tyskland                       | 500 Series    | Grus           | Matwé Middelkoop       | Lloyd Glasspool Harri Heliövaara           | 2–6, 4–6                   |
| Vinnare  | 22–30 | Oktober 2022   | Tel Aviv Open, Israel                                 | 250 Series    | Hard court (i) | Matwé Middelkoop       | Santiago González Andrés Molteni           | 6–2, 6–4                   |
| Tvåa     | 22–31 | Oktober 2022   | European Open, Belgien                                | 250 Series    | Hard court (i) | Matwé Middelkoop       | Tallon Griekspoor Botic van de Zandschulp  | 6–3, 3–6, [5–10]           |
| Tvåa     | 22–32 | Februari 2023  | Rotterdam Open, Nederländerna                         | 500 Series    | Hard court (i) | Matthew Ebden          | Ivan Dodig Austin Krajicek                 | 6–7(5–7), 6–2, [10–12]     |
| Vinnare  | 23–32 | Februari 2023  | Qatar Open, Qatar (2)                                 | 250 Series    | Hard court     | Matthew Ebden          | Constant Lestienne Botic van de Zandschulp | 6–7(5–7), 6–4, [10–6]      |
| Vinnare  | 24–32 | Mars 2023      | Indian Wells Masters, USA                             | Masters 1000  | Hard court     | Matthew Ebden          | Wesley Koolhof Neal Skupski                | 6–3, 2–6, [10–8]           |
| Tvåa     | 24–33 | Maj 2023       | Madrid Open, Spanien                                  | Masters 1000  | Grus           | Matthew Ebden          | Karen Khachanov Andrej Rubljov             | 3–6, 6–3, [3–10]           |